# Berberis psilopoda
Berberis psilopoda är en berberisväxtart som beskrevs av Porphir Kiril Nicolai Stepanowitsch Turczaninow. Berberis psilopoda ingår i släktet berberisar, och familjen berberisväxter. Inga underarter finns listade i Catalogue of Life.